# Битка за форт Босежур
Битката за форт Босежур се води на провлака Чигнекто и поставя началото на британска офанзива във Френската и индианска война, която в крайна сметка довежда до края на Френската империя в Северна Америка. Битката също преобразява тенденциите за заселване на Атлантическия регион и поставя основите на съвременната провинция Ню Брънзуик.
Започвайки на 3 юни 1755 г. британска армия под командването на подполковник Робърт Монктън излиза от близкия форт Лоурънс и обсажда малкия френски гарнизон във форт Босежур с целта да се отвори провлака Чигнекто за британски контрол. Контролът над провлака е жизненоважен за французите, тъй като е единствената порта между Квебек и Луибург през зимните месеци. След двуседмична обсада Луи Дю Понт Дюшамбон дьо Вергор, командирът на форта, капитулира на 16 юни.